# Pomnik Wojciecha Korfantego w Katowicach
Pomnik Wojciecha Korfantego w Katowicach – pomnik upamiętniający Wojciecha Korfantego, znajdujący się w Katowicach pośrodku placu Sejmu Śląskiego, pomiędzy gmachem Śląskiego Urzędu Wojewódzkiego a budynkiem Urzędów Niezespolonych, odsłonięty 19 czerwca 1999 roku.
Pomnik znajduje się na miejscu przedwojennego cokołu planowanego wówczas pomnika Józefa Piłsudskiego. Autorem dzieła był rzeźbiarz Zygmunt Brachmański. Ma formę posągu ustawionego na postumencie. Na cokole widnieje napis: „Wojciech Korfanty 1873–1939. Jedną tylko wypowiadam prośbę do ludu śląskiego, by pozostał wierny swym zasadom chrześcijańskim i swemu przywiązaniu do Polski”. Tablice są przytwierdzone po północnej i południowej stronie postumentu, natomiast po stronie wschodniej znajdują się metalowe litery z nazwiskiem patrona pomnika oraz jego latami życia. Sama statua została podpisana przez autora. Akt erekcyjny pomnika wmurowano 21 czerwca 1997 roku w obecności wnuka Korfantego – Feliksa. Przy tej okazji Wojciech Korfanty został pośmiertnie odznaczony Orderem Orła Białego.

## Galeria

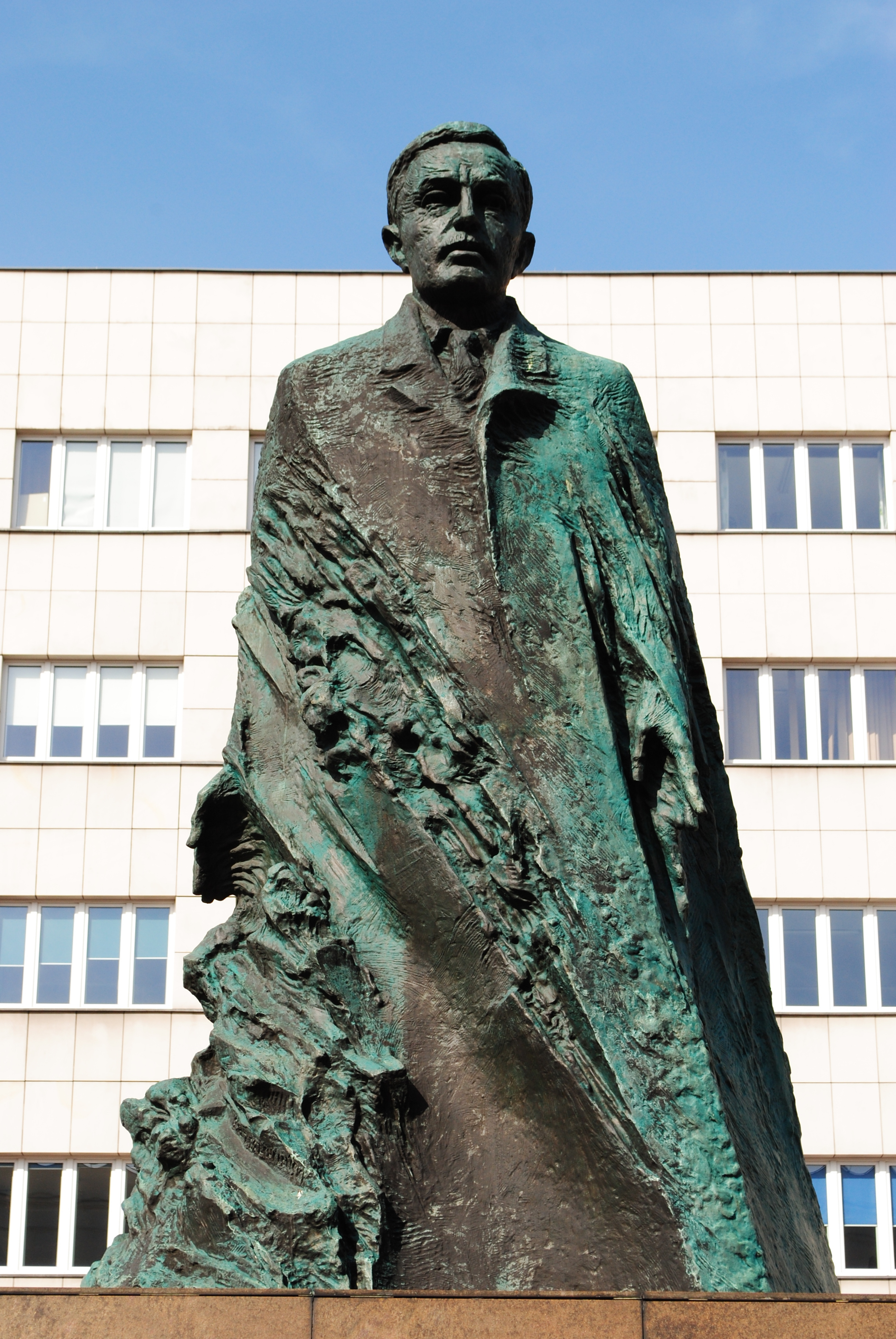
Statua od wschodu (2021)
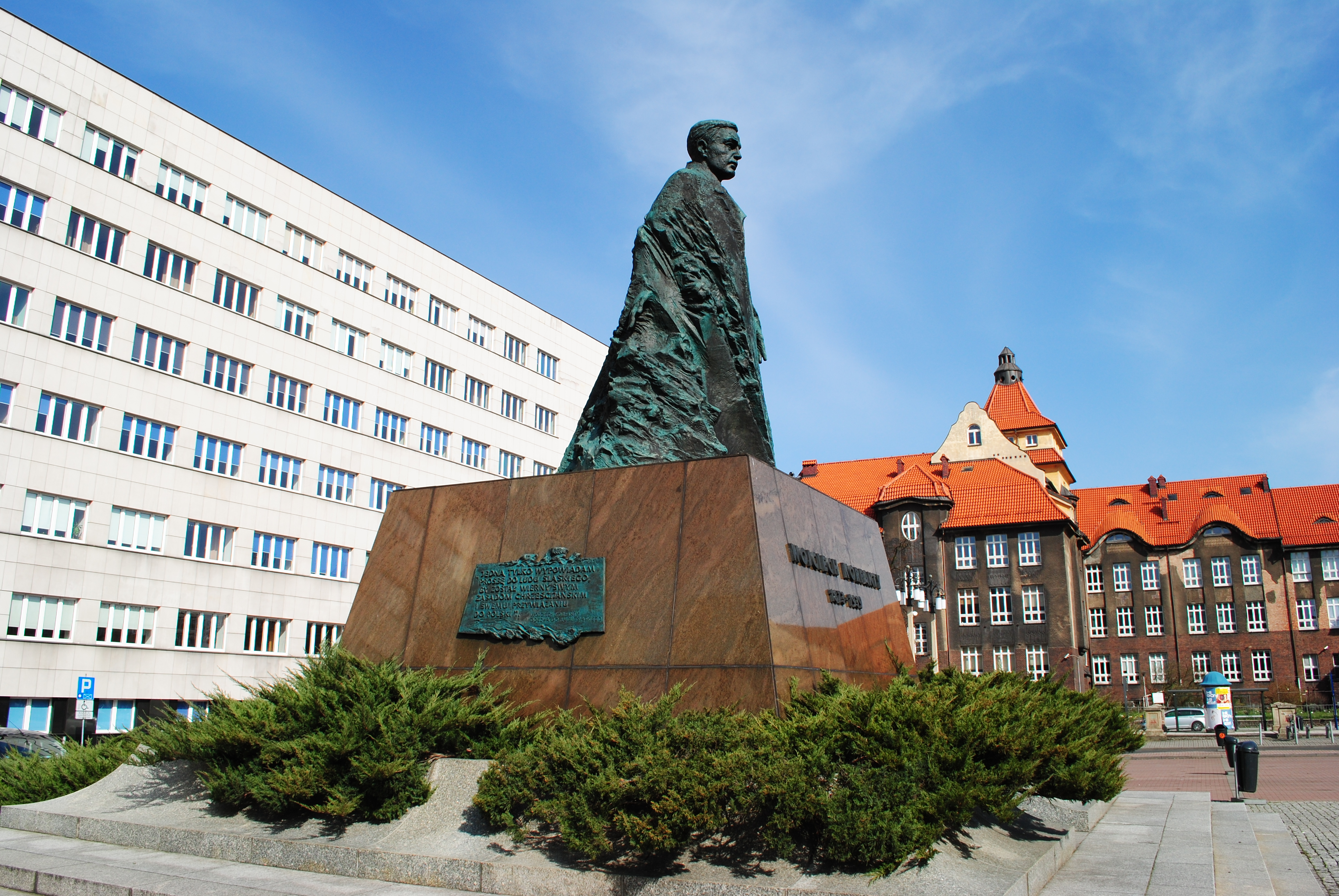
Widok od południa (2020)
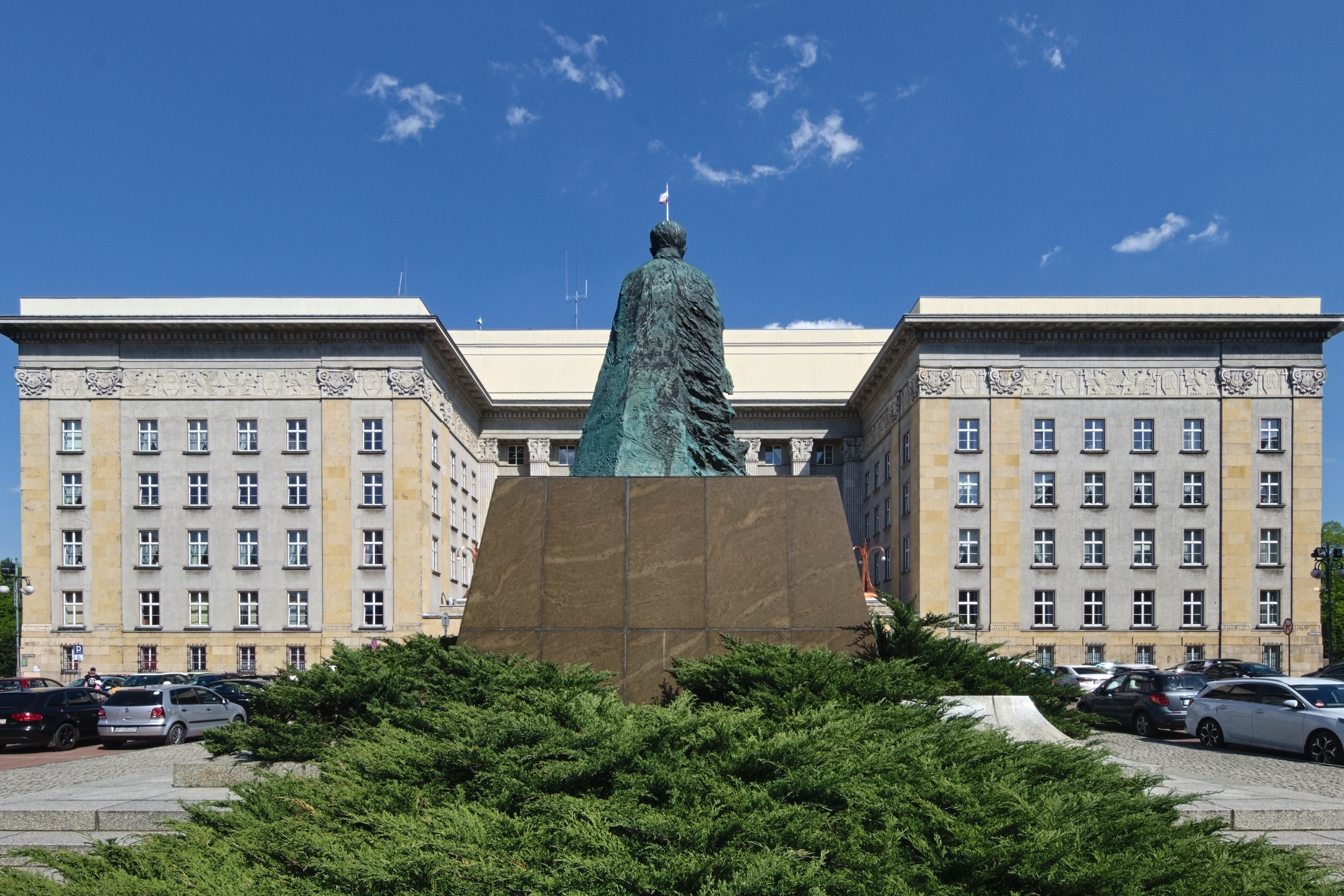
Tył pomnika (2023)
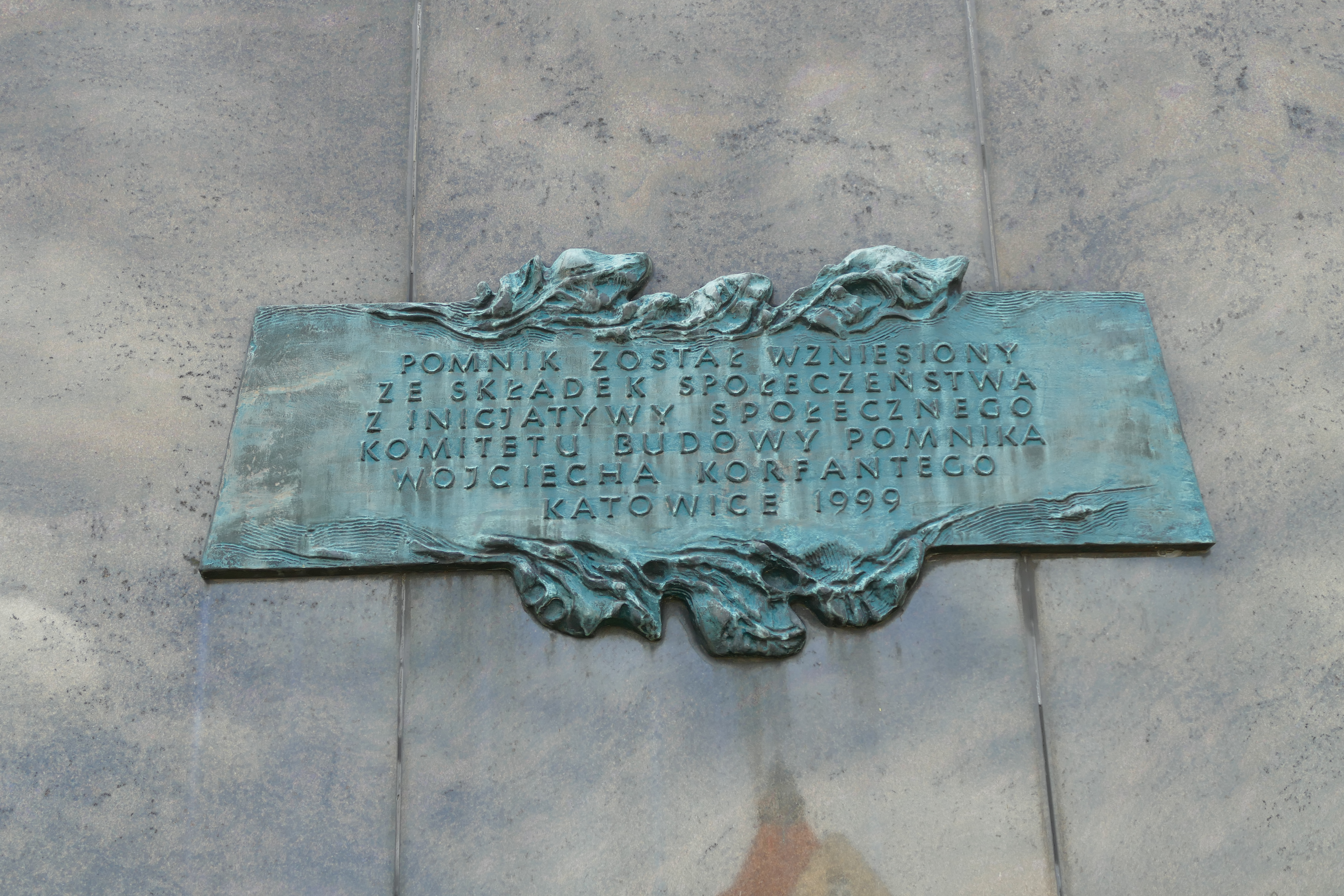
Jedna z tablic na postumencie (2024)